# Ku Bon-chan
Ku Bon-chan (31 de janeiro de 1993) é um arqueiro profissional sul-coreano, campeão olímpico.

## Carreira

### Rio 2016
Ku Bon-chan fez parte da equipe sul-coreana nas Olimpíadas de 2016 que conquistou a medalha de ouro no Tiro com arco nos Jogos Olímpicos de Verão de 2016 - Equipes masculinas, ao lado de Kim Woo-jin e Lee Seung-yun.